# Okręg Saint-Julien-en-Genevois
Okręg Saint-Julien-en-Genevois (wym. [sɛ̃-ʒyljɛ̃n‿ɑ̃-ʒənəvwa], fr. Arrondissement de Saint-Julien-en-Genevois) – okręg we wschodniej Francji. Populacja wynosi 131 tysięcy.

## Podział administracyjny
W skład okręgu wchodzą następujące kantony:
- Annemasse-Nord,
- Annemasse-Sud,
- Cruseilles,
- Frangy,
- Reignier-Ésery,
- Saint-Julien-en-Genevois,
- Seyssel.